# Enno Popkes (Kirchenmusiker)
Enno Friedrich Popkes (* 7. Januar 1904 in Jennelt; † 25. Juli 1959 in Ihrhove) war ein ostfriesischer Orgelbau- und Glockensachverständiger, Organist sowie Kirchenmusiker. Bekanntheit erlangte er auch durch die Herausgabe und Bearbeitung von Notenmaterial für Kirchenchöre.

## Leben und Werk

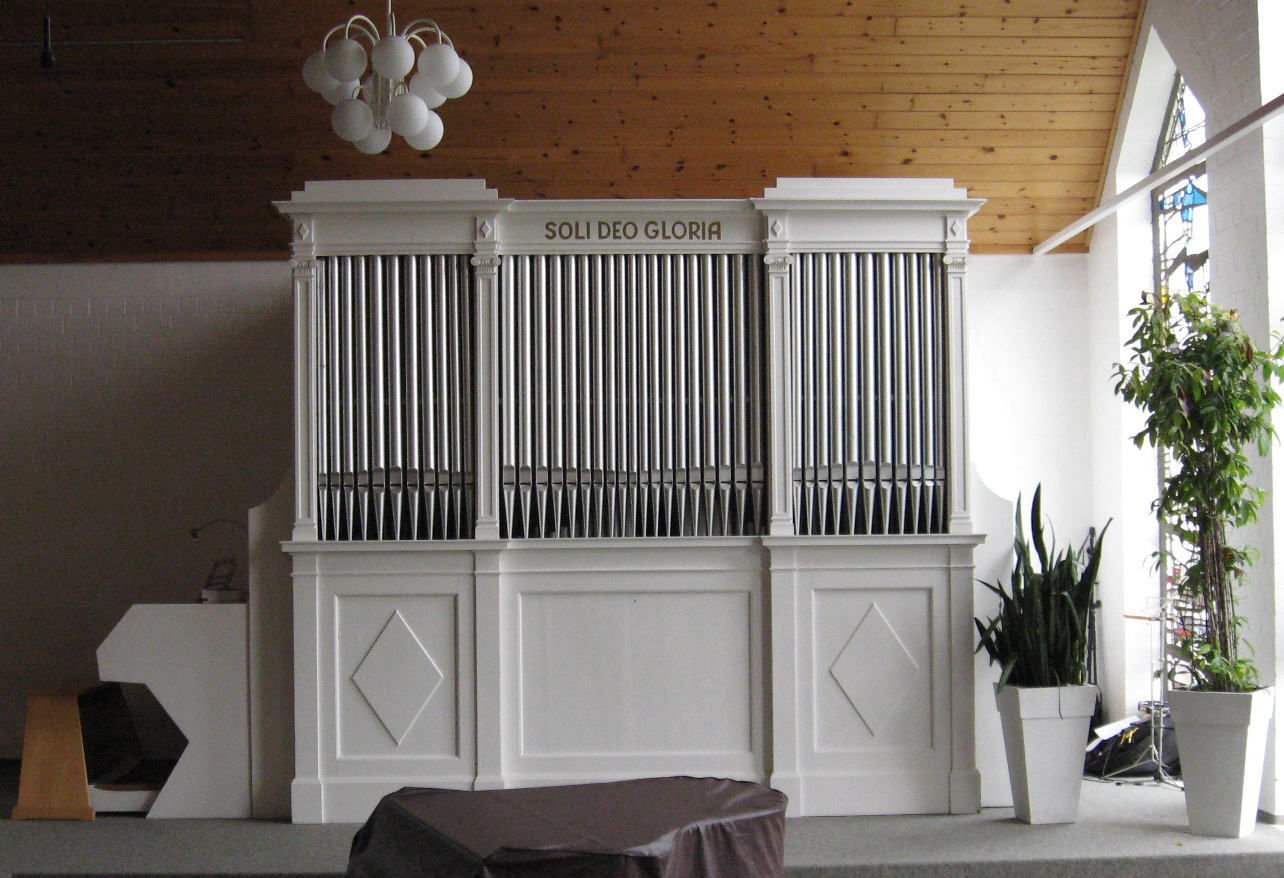
Walcker-Orgel in der Baptistenkapelle Ihren

Glaubensstimme für Gemeinde und Haus (1950)

Enno Friedrich Popkes entstammte einer Krummhörner Baptistenfamilie. In seiner Kindheit besuchte er die Sonntagsschule der Jennelter Baptistengemeinde. 1914 verzogen seine Eltern mit ihm nach Ihrhove und schlossen sich der Baptistengemeinde Ihren (heute: Westoverledingen) an. Nach seiner Taufe wurde auch Enno Friedrich Popkes, dessen Musikalität früh entdeckt und gefördert wurde, Mitglied dieser Gemeinde und diente ihr viele Jahrzehnte als ehrenamtlicher Organist und Chorleiter. Auf sein Betreiben hin gab die Gemeinde 1931 bei der Firma Eberhard Friedrich Walcker & Cie einen Orgelneubau in Auftrag.
Vom 4. bis zum 10. August 1934 fand in Berlin der Fünfte Baptistische Weltkongress statt. Enno Popkes gehörte hier zu den Kongress-Organisten, denen von der Orgelbauanstalt Alexander Schuke eine Leihorgel zur Verfügung gestellt worden war. Neben musikalischen Beiträgen im Kongressverlauf referierte Popkes auch zur „Orgelfrage“ in den deutschen Baptistengemeinden. Nach seiner Einschätzung besaßen nur ca. 50 (von damals rund 300 Gemeinden) „ausgesprochene Orgelwerke“, etwa die Hälfte davon waren nach dem Weltkrieg errichtet worden.
Von 1937 bis 1951 war der Freikirchler Popkes Orgelsachverständiger der Evangelisch-reformierten Kirche in Nordwestdeutschland, die damals noch den Namen Evangelisch-reformierte Landeskirche der Provinz Hannover trug und ihren Sitz in Aurich (heute: Leer) hatte. In dieser Funktion erstellte er gemeinsam mit J. Bender 1938 die Disposition des von Emil Hammer geschaffenen Orgelneubaus der Auricher Reformierten Kirche. Auch innerhalb des deutschen Baptistenbundes war Popkes für Orgelfragen zuständig. In der Zeit des Zweiten Weltkriegs war er zeitweilig stellvertretender Domorganist am Schleswiger Dom.
In seiner Funktion als Orgelsachverständiger der Reformierten Kirche erstellte er zahlreiche Gutachten für die historischen Emder und Krummhörner Orgeln. Belegt sind u. a. seine Gutachten für Orgeln folgender Kirchen: Campen (1947; Abnahmegutachten 1948), Canum (1939), Cirkwehrum (1951) Eilsum (1942); Greetsiel (1941) Hinte (1939), Jennelt (1939; zwei Gutachten), Hamswehrum (1947; 1948), Loppersum (1947), Manslagt (1948), Pilsum (1942), Rysum (Abnahmegutachten 1942), Upleward (1947), Uttum (1947), Westerhusen (1939), Woltzeten (1949), Borssum (1948), Larrelt (1938) und Uphusen (1947).
Besondere Aufmerksamkeit erfuhr Popkes’ Gutachten für die Orgel der Rysumer Kirche. Der Rysumer Pastor hatte Popkes am 30. September 1947 brieflich mitgeteilt, dass während der Amtszeit seines Vorgängers ein Unbekannter 21 Pfeifen aus der Rysumer Orgel gestohlen habe. Am 1. Oktober 1947 erstellte Popkes ein Gutachten für Rysum und stellte den Verlust von nur 4 Pfeifen fest, die 1940 noch vorhanden waren. Am 6. April 1948 schrieb der Bezirkskirchenrat an den Landeskirchenrat, dass Popkes nach nochmaliger Visitation seinen Fehler zugegeben habe und dass 21 Pfeifen gestohlen worden seien. Der Vorfall hatte einigen Wirbel in der Gemeinde hervorgerufen und zu falschen Verdächtigungen geführt.
Innerhalb des Bundes Evangelisch-Freikirchlicher Gemeinden / Baptisten erlangte Enno Popkes Bekanntheit als Komponist, Chorleiter und musikalischer Bearbeiter des 1950 erschienenen Gesangbuches Glaubensstimme für Gemeinde und Haus. Auch in Feiern und Loben (F&L), dem aktuellen Liederbuch der Evangelisch-Freikirchlichen und Freien evangelischen Gemeinden, finden sich von Enno Popkes bearbeitete gottesdienstliche Gesänge. Es handelt sich dabei um die Sätze folgender Lieder: Lobsinge, getaufte Gemeinde des Herrn (Text: Siegmund Küpfer, 1854; F&L 145), Such, wer da will, ein ander Ziel (Text: Georg Weissel, 1623/1642; F&L 318), Ich habe nun den Grund gefunden (Text: Johann Andreas Rothe, 1727; F&L 341) und Nun so will ich denn mein Leben (Text: Gerhard Tersteegen, 1731; F&L 360). Für das Lied Stark ist meines Jesu Hand (Text: Karl Bernhard Garve, 1825; F&L 398) komponierte Popkes 1941 eine neue Melodie.
Enno Popkes war Vater des baptistischen Theologen Wiard Popkes.

## Veröffentlichungen (Auswahl)
- Glaube nur! 25 Evangelisationslieder für vierstimmigen gemischten Chor, Oncken-Verlag: Kassel 1953.
- Neues Taschenliederbuch für christliche Sänger. Ausgabe A – Gemischte Cöre (NTlb), Kassel 1951; 1959.  - Folgende im Taschenliederbuch enthaltene Chorsätze stammen von Enno Popkes:
  - NTlb Nr. 116: Fang dein Werk mit Jesu an (Text: unbekannt; Melodie: Waldenburg/Schlesien um 1728)
  - NTlb Nr. 156: Laßt mich gehn, daß ich Jesum möchte sehn! (Text und Melodie: Gustav Knak)
- Neues Taschenliederbuch für christliche Sänger (Chorpartituren; posthum), Berlin-Ost 1960.
- Der Gemeindechor (Partituren; posthum), Kassel 1961.
- Gott war es selbst [an Christi Kreuz] (Partitur; posthum), Berlin-Ost 1985.
- Alte und neue Orgeln- alte und junge Orgelbaumeister (posthum), in: Zeitschrift Unser Ostfriesland, 1954, Nr. 24.
- Bemerkenswerte Orgelwerke in Ostfriesland.  1. Die Orgel der Großen Kirche in Emden, in: Upstalsboom, Heimatbeilage zu Nr. 217 vom 12. September 1931
- Die Beschaffenheit der Orgelwerke in der Evang. Reformierten Landeskirche der Provinz Hannover nach dem Stande vom 30. Juni 1944, maschinenschriftlich vom 15. Februar 1945.
- Die Emder Orgeln einstmals – heute – morgen (posthum), in: Unser Ostfriesland, Nr. 6, 1955.
- Die Orgeln in den Vororten Emdens (posthum), in: Unser Ostfriesland, Nr. 14, 1955.